# Rakamaz
Rakamaz város Szabolcs-Szatmár-Bereg vármegyében, a Nyíregyházi járásban. A vármegye nyugati kapujának is szokták nevezni – bár a megye legnyugatibb pontja mintegy 25 kilométerre esik a központjától –, mert az ország nyugatabbi részei felől érkezők jelentős része Rakamazon áthaladva éri el Szabolcs-Szatmár-Bereg vármegyét.

## Fekvése
A Zempléni-hegység és az Alföld találkozásánál, a Hajdúhát északi részén, az életet jelentő Tisza folyó bal partján terül el, ősidők óta lakott hely. A település annak a félkörnek a középpontjában épült, amelyet a Tisza folyó ír le ott, ahol a Zempléni-hegység koszorúja nagy ívben tereli a Bodrogot a Tiszába.
A megyeszékhelytől, Nyíregyházától 30 kilométerre lévő települést nyugati szomszédjától, Tokajtól a Tisza folyó választja el, míg északról Timár, délről Tiszanagyfalu községek határolják. [Kelet felől Gávavencsellő lakatlan külterületeivel határos; abból az irányból a legközelebbi település Buj, de közigazgatási területeik nem érintkeznek.] A Tisza holtágai félkörívben körülfogják a települést.
Éghajlata mérsékelten meleg – száraz. A Nagy-Morotva (holtág) madár- és növényvilága ritka és értékes. Az erdőtársulásokat nemes nyárak és akácosok alkotják. Talaja löszös anyagon képződött csernozjom s kovárványos barna erdőtalaj, réti öntéstalaj. A folyó mentén fiatal nyers öntéstalaj. A vármegye egyik legrégebbi települése.

### Megközelítése
Legfontosabb közúti megközelítési útvonala a 38-as főút, amely áthalad a központján, azon közelíthető meg Szerencs-Tokaj és Nyíregyháza felől is. Ibránnyal és Nagyhalásszal, illetve az abban az irányban útba eső kisebb településekkel a 3821-es, Tiszanagyfaluval é s Tiszaeszlárral a 3633-as út köti össze.
Áthalad a területén a Szerencs–Nyíregyháza-vasútvonal, melynek egy megállási pontja van itt. Rakamaz vasútállomás közvetlenül a 38-as főút mellett helyezkedik el, közúti elérését is a főút biztosítja.

## Nevének eredete
Kiss Lajos[pontosabban?] szerint: Bizonytalan eredetű. Végződése alapján arra gondolhatunk, hogy egy -máz képzős török szn.-ből (vö. Balmazújváros], Szatymaz) keletkezett. Talán az ótörök arqa- ’keres, átkutat’ (DTS. 54) származékából indulhatunk ki úgy, hogy a magyarban ark- > rak- hangátvetést teszünk fel.

## Története
A Tisza mellett fekvő város a vármegye legrégebbi települései közé tartozik. 1067-ben említik első ízben írott források. Rakamaz nevét a magyar művészettörténetben és régészetben a honfoglalás kori korongpár teszi ismertté, amelyet 1956-ban találtak határában.
1310-ben a Gutkeled nemzetséghez tartozók birtokolták a falut és Szent Kereszt tiszteletére emelt templomát. A birtoklevelek tanúsítják, hogy falu egyutcás volt. A tiszai révtől a templomig tartott az egyik tulajdonrész, a másik a templomtól nyugatra, egyenlő arányban. A falu Alsórakamaznak nevezett részét a Gutkeledek vásárolták meg. A nemzetség egyik ága itt telepedett meg és e helyről nevezte el magát. A Rakamazi család a templom környékét népesítette be, míg a falu másik részét a Báthori-család egyik őse szerezte meg 1355-ben.
A 14. század során a Rakamazi családbeliek és a velük egy nemzetségből való Szakolyi család tagjai pereskedtek a határ egy-egy részének birtoklásáért.
A 15. században a perekbe belekeveredett a Báthori-család is; végül a Báthory és a Szakolyi család osztozott a falu tulajdonjogán.
1445-ben cseh husziták elpusztították a települést, de 1556-os adatok szerint már Szabolcs vármegye egyik legnépesebb települése volt kb. 450 lakójával. A török pusztítás is elérte a falut, így a 16. századra csupán 25 jobbágytelke maradt.
1604-ben itt táborozott Barbiano di Belgiojoso császári generális serege, mielőtt Bocskai István az álmosdi csatában megsemmisítette volna.
A 17. század közepén a Rákóczi fejedelmi családé lett, a szatmári béke után kobozták el a többi Rákóczi-birtokhoz hasonlóan. A királyi kincstár megpróbálta az elnéptelenedett települést benépesíteni, sikertelenül. Majd az 1730-as években, III. Károly király uralkodása idején a kamara „sváb" telepeseket költöztetett ide. A század végére ismét megszaporodott a lakosság száma és a jobbágyfelszabadítás idején már 2148 lelket számlált.
Az 1848–49-es forradalom és szabadságharc idején is sok kárt szenvedett a falu. Ennek ellenére az 1930-as évekre már 5308 lakosú nagyközséggé fejlődött.
A városi rangot 2000-ben kapta meg.

## Közélete

### Polgármesterei
- 1990–1994: Pirint Frigyes (független)[3]
- 1994–1998: Pirint Frigyes (független)[4]
- 1998–2002: Bodnár János (független)[5]
- 2002–2006: Pirint Frigyes (független)[6]
- 2006–2010: Farkas Ernő (Fidesz-KDNP)[7]
- 2010–2014: Farkas Ernő (Fidesz-KDNP)[8]
- 2014–2019: Bodnár László (RCSZSZ)[9]
- 2019–2024: Bodnár László (független)[10]
- 2024– : Bodnár László (független)[1]

## Népesség
A település népességének változása:
| Lakosok száma | 4512 | 4442 | 4374 | 4298 | 4217 | 4269 | 4179 | 4186 |
|               | 2013 | 2014 | 2015 | 2017 | 2021 | 2022 | 2023 | 2024 |

2001-ben a város lakosságának 95%-a magyar, 5%-a cigány nemzetiségűnek vallotta magát.
A 2011-es népszámlálás során a lakosok 89,7%-a magyarnak, 4,8% cigánynak, 3% németnek mondta magát (9,9% nem nyilatkozott; a kettős identitások miatt a végösszeg nagyobb lehet 100%-nál). A vallási megoszlás a következő volt: római katolikus 54,3%, református 8,3%, görögkatolikus 8%, evangélikus 0,3%, felekezeten kívüli 7,8% (19,7% nem válaszolt).
2022-ben a lakosság 91,9%-a vallotta magát magyarnak, 4,2% cigánynak, 1,9% németnek, 0,2-0,2% szlováknak és románnak, 0,1-0,1% ruszinnak és ukránnak, 1,5% egyéb, nem hazai nemzetiségűnek (7,8% nem nyilatkozott; a kettős identitások miatt a végösszeg nagyobb lehet 100%-nál). Vallásuk szerint 40,7% volt római katolikus, 9,2% református, 7,5% görög katolikus, 2% egyéb keresztény, 0,2% evangélikus, 0,1% ortodox, 8% felekezeten kívüli (31,8% nem válaszolt).

## Címere leírása

Két harántosztással három részre osztott kerekített oldalú háromszögű pajzsmező.
A pajzsmező felső szélének középpontjából kiinduló harántosztás és balharántosztás a pajzs két sarkát szeli 45 fokos szögben, két egyenlő szárú háromszöget létrehozva. A pajzsmező háromszögek alatti területe zöld, benne ezüst (fehér) ragadozómadár ábrázolással. A pajzsfő hátsó részében a harántosztással létrehozott háromszög színe vörös, rajta ezüst (fehér) latin kereszt. A pajzsfő elején balharántosztással létrejött háromszög szárainak felezőpontjait balharántosztó vonal köti össze. E fölött a háromszög fekete, alatta arany (sárga).
A leírás indokolása:
A címerpajzs központi motívuma az a ragadozómadár-ábrázolás, amely a település határában talált, valószínűleg női hajfonatdíszként használt korongokat díszíti. Az Árpád-kori ötvösművészet e remekei országszerte rakamazi korongokként ismertek.
A fekete-arany (fekete-sárga) sávozás arra utal, hogy a település lakosságát jórészt a német Baden-Württemberg tartományból telepítettek be a 18. század első felében (Baden-Württemberg tartomány zászlaja fekete-sárga színű).
A vörös alapra helyezett latin kereszt a római katolikus vallást szimbolizálja.
(A lakosság óriási többsége e felekezet híve.)

## Látnivalók
- Erzsébet királyné obeliszk – A királyné 1854-es látogatása emlékére állította a kamara, a Rakamazt Tokajjal összekötő 38-as főút mellé, melyet szintén Erzsébet királynéról neveztek el.
- Kálvária – A 19. század közepén állították fel a stációkat a település közepén mesterségesen létrehozott dombon. Egy kápolna is épült itt, amelyet Scherflek János helyi gazda építtetett 1863-ban, azonban 1944-ben ezt a visszavonuló német csapatok felrobbantották.
- A rakamazi Strázsa-dombon 1974-ben találták meg a honfoglalás korából származó tarsolylemezeket.
- Kossuth-szobor a Kossuth parkban (Horvay János alkotása)
- Turul-szobor[14]
- Nagy-Morotva Vízi Tanösvény – 2012. november 29-én adták át. A Tokaj felőli végén található a Nagy Teknősbékaház, amely látogatóközpontként és kiállítóteremként szolgál, a másik végén pedig a Kis Teknősbékaház, amely a környező állatvilágot mutatja be. A két épület az alakjáról kapta a nevét.[15] A beruházással kapcsolatos mulasztások miatt az akkori polgármestert felfüggesztett börtönbüntetésre ítélték.[16]

## Természeti értékei

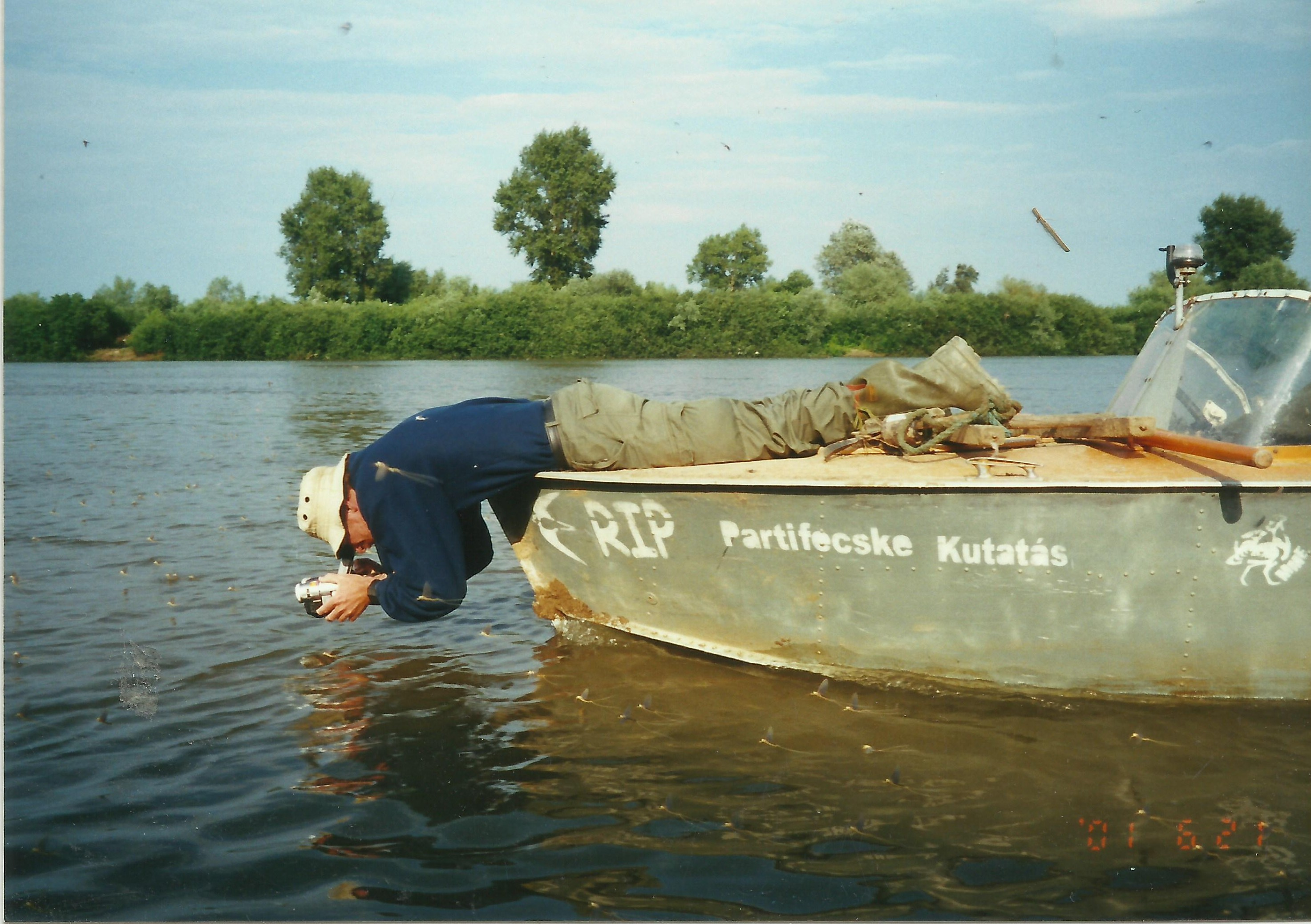
Dr. Szép Tibor ökológus kutató tiszavirág-rajzás megfigyelést végez Rakamaznál, 2001. június 21-én

- Nagy-morotva nevű holtágszerű képződményt a 18. században már említik, ami arra utal, hogy a Tisza szabályozásától függetlenül, természetes körülmények között alakult ki. Az úgynevezett Nagy-morotva 4 és fél kilométer hosszú, 200 méter széles és körülbelül 1,8 méter mélységű, még szinte feltáratlan terület, mely ugyan még nem tartozik a természetvédelmi területek közé, de értékei miatt arra érdemes.
- Védelmet érdemlő növényei között szerepel a sulyom (Trapa natans), a kolokán (Stratiotes aloides) és a fehér tündérrózsa (Nymphaea alba) is.

## Ismert személyek
- Itt született 1911-ben Serflek Gyula magyar agrármérnök, földművelésügyi miniszterhelyettes († 1971)
- Itt született 1950-ben Lenkovics Barnabás, magyar jogtudós, egyetemi tanár († 2025)

## Külső hivatkozások
- Rakamaz képek
- Rakamaz történelme - freeservers.com
- Rakamaz történelme - freewebs.com
- Rakamaz Város Honlapja
- Rakamaz címerének leírása
- Rakamaz.lap.hu - linkgyűjtemény
- Hírek Rakamazról
- A rakamazi dohánybeváltó